# FK Bdin Widin
Der FK Bdin 1923 (bulgarisch: ФК Бдин 1923) ist ein bulgarischer Fußballverein aus Widin. Er gehörte 1949 zu den Gründungsmitgliedern der A Grupa. 

## Geschichte
Der Klub gründete sich 1923 unter dem Namen Viktoria 23 und erreichte nach Einführung einer Meisterschaft nach dem Beitritt zur FIFA Mitte der 1920er Jahre mehrmals – allerdings unregelmäßig – die im Pokalmodus überregional ausgetragenen Endrunde. Größter Erfolg war das Erreichen des Semifinals bei der Meisterschaftsendrunde 1946, als die mittlerweile in Benkowski umbenannte Mannschaft erst im Halbfinale an Lokomotive Sofia scheiterte.
In der ersten Spielzeit der A Grupa gehörte Benkowski Bdin zu den zehn Gründungsmitgliedern und belegte dort den vorletzten Tabellenplatz. In der anschließenden Relegation verlor die Mannschaft in Summe nach einer 1:3-Niederlage und einem 0:0-Unentschieden gegen Botew Plowdiw und trat fortan zweitklassig an. 1955 wurde die nun unter dem Namen Tscherweno sname Widin antretende Mannschaft Staffelsieger, konnte sich aber in den Aufstiegs-Play-Offs nicht durchsetzen. Später kehrte der Klub zur Bezeichnung Benkowski Widin zurück. 1959 stieg er in die Drittklassigkeit ab, kehrte aber zwei Jahre später in die B Grupa zurück. Dort etablierte sich die Mannschaft und spielte die folgenden Jahrzehnte vor allem in der zweithöchsten Spielklasse, zeitweise trat sie auch in der regionalen dritten Liga an. Nach dem Drittligaabstieg 1994 kehrte die Mannschaft zwischen 1997 und 2001 nochmals in die zweite Liga zurück. Seit einer einjährigen Stippvisite in der Zweitliga-Spielzeit 2009/10 tritt der Verein auf verschiedenen Liganiveaus im Amateurbereich an.